# Rock Art and the X-Ray Style
Rock Art and the X-Ray Style – pierwsza płyta zespołu The Mescaleros wydana 2 listopada 1999 przez firmę Hellcat Records.

## Lista utworów
1. Tony Adams
2. Sandpaper Blues
3. X-Ray Style
4. Techno D-Day
5. The Road To Rock 'N' Roll
6. Diggin' The New
7. Nitcomb
8. Forbidden City
9. Yalla Yalla
10. Willesden To Cricklewood

## Muzycy
- Joe Strummer - wokal, gitara akustyczna, gitara elektryczna, miksowanie
- Antony Genn - syntezator, gitara, pianino, wokal, programowanie, miksowanie, producent
- Richard Norris - klawisze, producent
- Martin Slattery - organy Hammonda, melodika, saksofon
- Scott Shields - gitara akustyczna, gitara basowa, gitara elektryczna, wokal
- Pablo Cook - instrumenty perkusyjne, perkusja, wokal
- Steve Barnard - perkusja
- Dave Stewart - gitara akustyczna
- Ged Lynch - perkusja
- Gary Dyson - wokale
- B.J. Cole - pedal steel
- D.J. Pete B. - scratching
- Richard Flack - inżynier dźwięku, miksowanie
- Ian Tregoning - inżynier dźwięku
- Streaky - Mastering